# Sijward Ferdinand Lodewijk van Wijnbergen
Sijward Ferdinand Lodewijk baron van Wijnbergen (Utrecht, 29 december 1913 – Nijmegen, 18 april 2006) was hoogleraar staatsrecht, bestuursrecht en bestuurskunde, en rector magnificus aan de Katholieke Universiteit Nijmegen.

## Biografie

### Familie
Van Wijnbergen was lid van de familie Van Wijnbergen en een zoon van notaris Th.O.M.J. baron van Wijnbergen (1864-1937) en Amelia L.Th.M. Dommer (1882-1952). Hij trouwde in 1946 met Marie Claire Jeanne Cornelie van Rijckevorsel (1919-2008), lid van de familie Van Rijckevorsel, met wie hij vier kinderen kreeg, onder wie prof. dr. Sweder van Wijnbergen.

### Loopbaan
Van Wijnbergen studeerde rechten en volgde vanaf 1946 een ambtelijke loopbaan. In 1954 werd hij benoemd tot hoogleraar te Nijmegen en aanvaardde dat ambt op 9 december 1955. Hij bleef hoogleraar tot 1984. In het academiejaar 1968-1969 was hij rector magnificus. Hij was voorzitter van verscheidene commissies die adviezen uitbrachten aan overheden, onder andere op het terrein van volkshuisvesting en ruimtelijke ordening en kerkenbouw. Tussen 1960 en 1984 was hij tevens buitengewoon hoogleraar staatsrecht aan de KMA. Hij was van 1965 tot 1984 ook lid van de Raad van Advies voor de Ruimtelijke ordening. Bij zijn 25-jarig jubileum als hoogleraar werd hem een bundel opstellen aangeboden.
Prof. mr. S.F.L. baron van Wijnbergen was Ridder in de Orde van de Nederlandse Leeuw en overleed in 2006 op 92-jarige leeftijd.